# SN 2010kv
SN 2010kv – supernowa typu II-P odkryta 16 grudnia 2010 roku w galaktyce UGC 4216. W momencie odkrycia miała maksymalną jasność 18,50m.